# Kapp Putsch
O Kapp Putsch (pronúncia em alemão: [ˈkapˌpʊt͡ʃ] (escutarⓘ)), também conhecido como Kapp–Lüttwitz Putsch (pronúncia em alemão: [kapˈlʏtvɪt͡sˌpʊt͡ʃ] (escutarⓘ)), foi uma tentativa de golpe de Estado contra o governo nacional alemão em Berlim em 13 de março de 1920. Nomeada em homenagem aos seus líderes Wolfgang Kapp e Walther von Lüttwitz, o seu objetivo era desfazer a Revolução Alemã de 1918–1919, derrubar a República de Weimar, e estabelecer um governo autocrático em seu lugar. Foi apoiado por partes do Reichswehr, bem como por facções nacionalistas e monarquistas.
Embora o governo alemão legítimo tenha sido forçado a fugir da cidade, o golpe falhou poucos dias depois, quando grandes setores da população alemã aderiram a uma greve geral convocada pelo governo. A maioria dos funcionários públicos recusou-se a cooperar com Kapp e seus aliados. Apesar do seu fracasso, o Putsch teve consequências significativas para o futuro da República de Weimar. Foi também uma das causas diretas da Revolta do Ruhr, algumas semanas depois, que o governo reprimiu pela força militar, depois de ter lidado com leniência com os líderes do Putsch. Estes acontecimentos polarizaram o eleitorado alemão, resultando numa mudança na maioria após as eleições para o Reichstag de junho de 1920.

## História

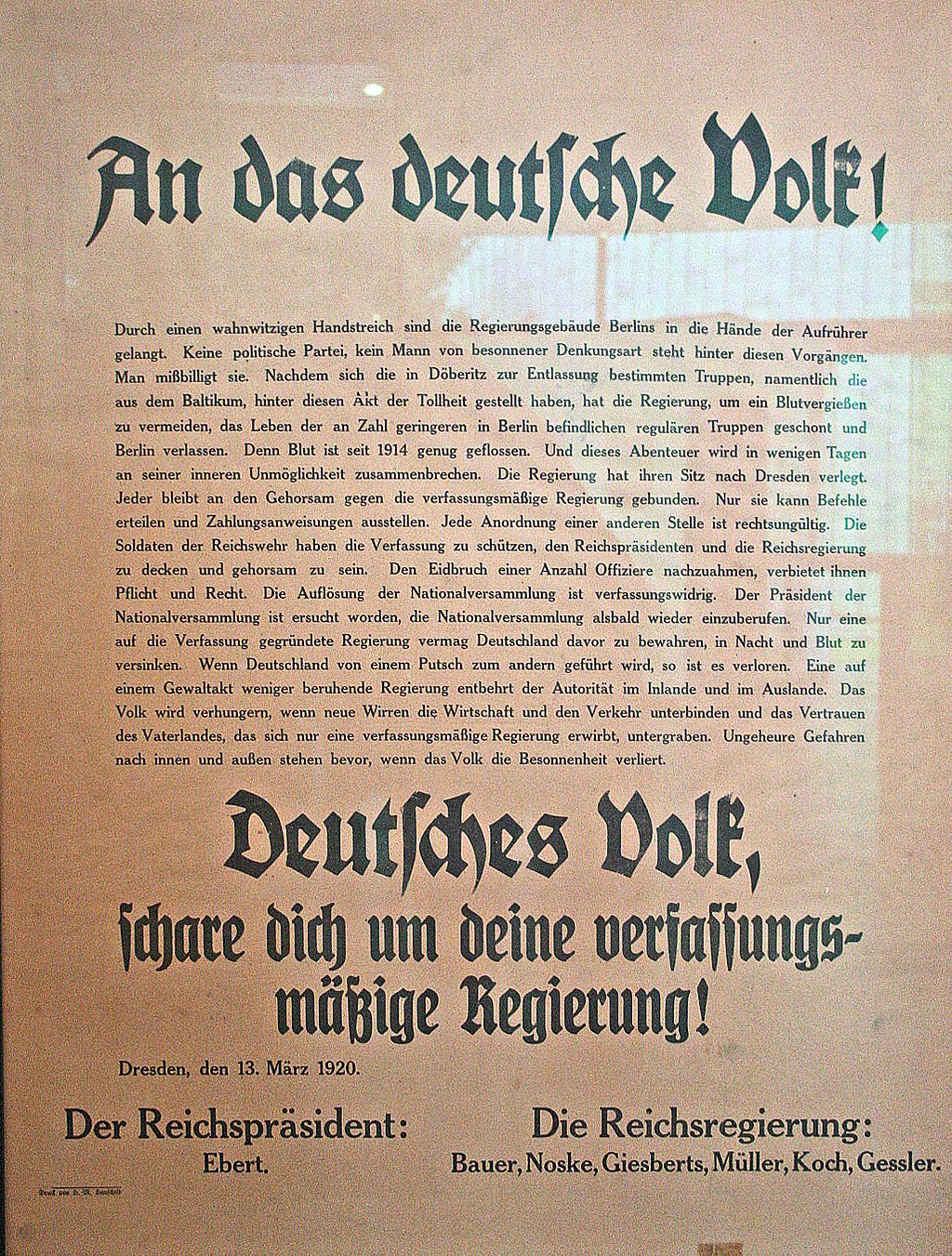
Cartaz do governo contra o Kapp-Putsch, 13 de março de 1920

Depois que a Alemanha perdeu a Primeira Guerra Mundial (1914–1918), a Revolução Alemã de 1918–1919 acabou com a monarquia. O Império Alemão foi abolido e um sistema democrático, a República de Weimar, foi estabelecido em 1919 pela Assembleia Nacional de Weimar. Os círculos nacionalistas e militaristas de direita opuseram-se à nova república e promoveram o mito da facada nas costas, alegando que a guerra só tinha sido perdida porque os esforços dos invictos militares alemães tinham sido minados pelos civis internos.
Em 1919–20, o governo da Alemanha foi formado pela Coalizão de Weimar, composta pelo Partido Social-Democrata (SPD), Partido Democrático Alemão (DDP, liberais de centro-esquerda) e o Zentrum (católicos conservadores). O presidente Friedrich Ebert, o chanceler Gustav Bauer e o ministro da Defesa Gustav Noske eram todos membros do SPD. De acordo com a constituição, o presidente era o comandante-chefe das forças armadas, representado em tempos de paz pelo Ministro da Defesa. O oficial mais graduado das forças terrestres chamava-se Chef der Heeresleitung, cargo ocupado no início de 1920 pelo General Walther Reinhardt.
O Chanceler Bauer foi obrigado a assinar o Tratado de Versalhes em 1919, embora discordasse dele. O tratado foi ditado pelos Aliados vitoriosos da Primeira Guerra Mundial; forçou a Alemanha a assumir a responsabilidade pela guerra, reduziu a área da Alemanha e impôs enormes pagamentos de reparações e restrições militares à nação. No início de 1919, a força do Reichswehr, o exército regular alemão, foi estimada em 350.000, com mais de 250.000 homens alistados nos vários Freikorps ("corpo livre"), unidades paramilitares voluntárias, consistindo em grande parte de soldados que regressavam da guerra. O governo alemão usou repetidamente as tropas Freikorps para reprimir as revoltas comunistas após a guerra. Nos termos do Tratado de Versalhes, que entrou em vigor em 10 de janeiro de 1920, a Alemanha foi obrigada a reduzir as suas forças terrestres a um máximo de 100.000 homens, que deveriam ser apenas soldados profissionais, e não recrutas. O prazo inicial foi fixado para 31 de março de 1920 (posteriormente prorrogado até ao final do ano).:25 Esperava-se que as unidades Freikorps fossem dissolvidas. Dado que a razão da sua criação – a repressão interna – se tornou obsoleta com o esmagamento das revoltas de esquerda, eles estavam a tornar-se uma ameaça para o governo.:216 Alguns comandantes militares seniores começaram a discutir a possibilidade de um golpe já em julho de 1919.

## Golpe

### Preparação

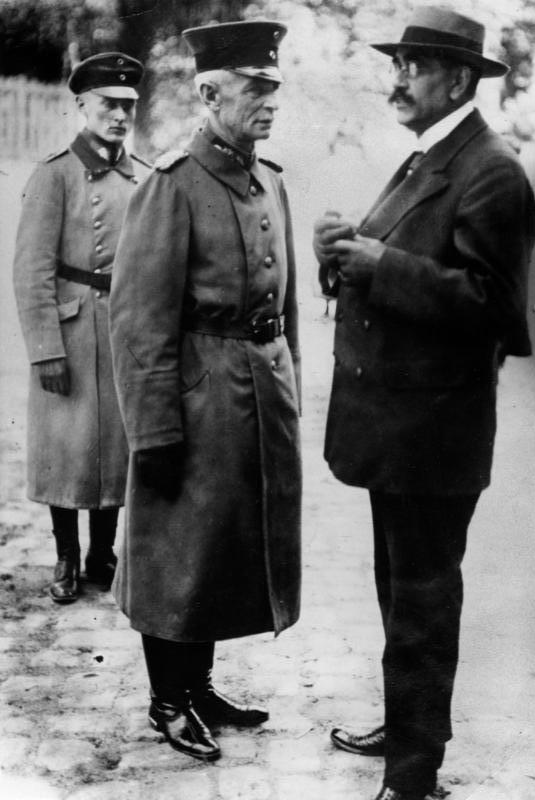
Walther von Lüttwitz (centro) e Gustav Noske (à direita), c. 1920

Embora o Putsch tenha sido nomeado em homenagem a Wolfgang Kapp, um funcionário público nacionalista da Prússia Oriental de 62 anos, que vinha planejando um golpe contra a república há algum tempo, ele foi instigado pelos militares; Kapp desempenhou um papel coadjuvante.:217 :50Em 29 de fevereiro de 1920, o Ministro da Defesa Noske ordenou a dissolução de dois dos mais poderosos Freikorps, a Marinebrigade Loewenfeld e Marinebrigade Ehrhardt. Estes últimos contavam entre 5.000 e 6.000 homens e estavam estacionados na Truppenübungsplatz Döberitz, perto de Berlim, desde janeiro de 1920.:217  Uma força de elite, foi criada a partir de ex-oficiais da Marinha Imperial e suboficiais, reforçada mais tarde por Baltikumer (aqueles que lutaram contra os bolcheviques na Letônia em 1919). Durante a guerra civil de 1919, a brigada esteve em ação em Munique e Berlim. Opôs-se extremamente ao governo democrático de Friedrich Ebert.:217
O seu comandante, Korvettenkapitän Hermann Ehrhardt, declarou que a unidade recusaria a sua dissolução.:51 No dia 1º de março, realizou um desfile sem convidar Noske.:218 O general Walther von Lüttwitz, comandante de todas as tropas regulares dentro e ao redor de Berlim (Gruppenkommando I), o general de mais alta patente do exército na época e comandante de muitos Freikorps, disse no desfile que "não aceitaria" o perda de uma unidade tão importante. Vários oficiais de Lüttwitz ficaram horrorizados com esta rejeição aberta da autoridade do governo e tentaram mediar, marcando uma reunião entre Lüttwitz e os líderes dos dois principais partidos de direita. Lüttwitz ouviu e lembrou-se das suas ideias, mas não foi dissuadido do seu curso de ação.:218 Noske então removeu a Marinebrigade do comando de Lüttwitz e a atribuiu à liderança da Marinha, na esperança de que eles dissolvessem a unidade. Lüttwitz ignorou a ordem, mas concordou em se reunir com o presidente Ebert, sugerido por sua equipe.

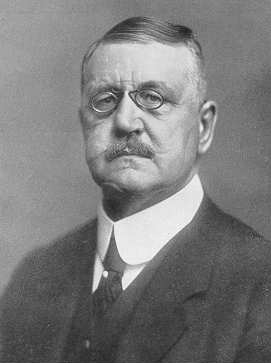
Wolfgang Kapp, o líder do Putsch

Na noite de 10 de março, Lüttwitz foi com sua equipe ao escritório de Ebert. Ebert também pediu a Noske que comparecesse. Lüttwitz, apoiando-se nas exigências dos partidos de direita e acrescentando as suas próprias, exigia agora a dissolução imediata da Assembleia Nacional, novas eleições para o Reichstag, a nomeação de tecnocratas (Fachminister) como Secretários dos Negócios Estrangeiros, dos Assuntos Económicos e das Finanças, a demissão do General Reinhardt, a nomeação de si mesmo como comandante supremo do exército regular e a revogação das ordens de dissolução da Marinebrigade. Ebert e Noske rejeitaram estas exigências e Noske disse a Lüttwitz que esperava a sua demissão no dia seguinte.:219
Lüttwitz foi a Döberitz em 11 de março e perguntou a Ehrhardt se ele conseguiria ocupar Berlim naquela noite. Ehrhardt disse que precisava de mais um dia, mas na manhã de 13 de março poderia estar no centro de Berlim com seus homens. Lüttwitz deu a ordem e Ehrhardt iniciou os preparativos. Foi só nesse ponto que Lüttwitz trouxe o grupo conhecido como Nationale Vereinigung para a trama. Estes incluíam Wolfgang Kapp, membro do Partido Popular Nacional Alemão (DNVP), o general aposentado Erich Ludendorff, Waldemar Pabst (que estava por trás do assassinato de Karl Liebknecht e Rosa Luxemburgo em janeiro de 1919) e Traugott von Jagow, o último chefe de polícia de Berlim no antigo Reich.:25 :219 :50–51 O seu objectivo era estabelecer um regime autoritário (embora não uma monarquia) com um regresso à estrutura federal do Império. Lüttwitz pediu-lhes que estivessem prontos para assumir o governo em 13 de março. O grupo não estava preparado, mas concordou com o cronograma estabelecido por Lüttwitz. Um factor que os levou a apoiar uma acção rápida foi o facto de membros solidários da Sicherheitspolizei em Berlim os terem informado de que naquele dia tinham sido emitidos mandados de detenção.:219–220
Lüttwitz não foi demitido, mas suspenso do cargo em 11 de março.:51 Para defender o governo, Noske ordenou que dois regimentos da Sicherheitspolizei e um regimento regular tomassem posição no bairro governamental, mas duvidava que um Putsch fosse iminente.:220 Os comandantes do regimento decidiram não seguir ordens de atirar, decisão que recebeu a aprovação do Chef des Truppenamts General Hans von Seeckt.:220

### Ocupação de Berlim

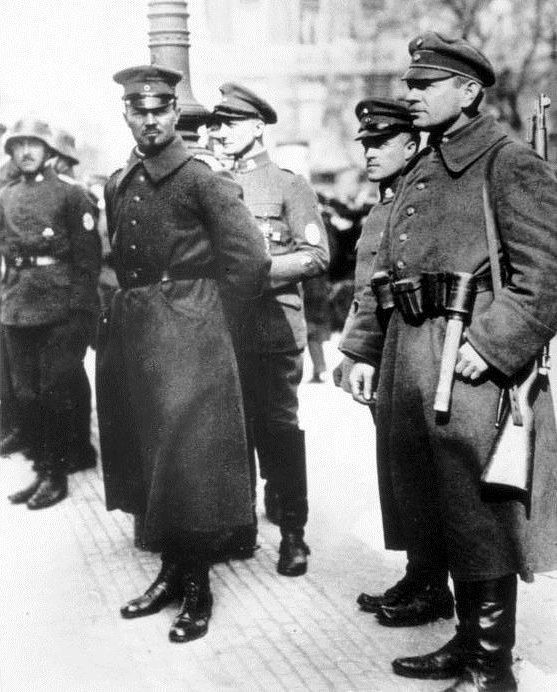
Hermann Ehrhardt durante o Putsch

A relutância em derramar sangue era unilateral. Na noite de 12 de março, Ehrhardt ordenou que sua brigada marchasse para Berlim, para "quebrar implacavelmente qualquer resistência" (jeden Widerstand rücksichtslos zu brechen ) e ocupar o centro da cidade com os edifícios governamentais. A Brigada, ostentando suásticas em seus capacetes e veículos, partiu em direção a Berlim por volta das 10h da noite. Uma hora depois, o Gruppenkommando soube disso e informou Noske. Dois oficiais generais encontraram Ehrhardt e o convenceram a dar ao governo uma chance de se render antes de ser levado sob custódia, presumindo que todas as exigências de Lüttwitz fossem aceitas até as 7h da manhã. Isso foi relatado a Noske, que se encontrou com Ebert. Ebert então convocou uma reunião de gabinete para as 16h da tarde. Às 1:00 da manhã, Noske convidou os comandantes seniores ao seu escritório no Bendlerblock.:221–222
Noske pediu aos comandantes que defendessem os edifícios do governo, mas foi recusado. Todos os oficiais, exceto dois (um deles era Reinhardt, Chef der Heeresleitung) recusaram-se a seguir uma ordem de atirar nas tropas rebeldes. Alguns sugeriram negociações, outros alegaram que as tropas não entenderiam uma ordem de fogo, alguns argumentaram que as unidades regulares não seriam capazes de derrotar a elite da Marinebrigade. Seeckt falou sobre camaradagem. :222Suas palavras exatas não foram registradas, mas foram relatadas como: "as tropas não disparam contra as tropas. Então, talvez você pretenda, Senhor Ministro, que uma batalha seja travada antes do Brandenburger Tor entre tropas que lutaram lado a lado contra um inimigo comum inimigo? Quando o Reichswehr atirar contra o Reichswehr, toda a camaradagem dentro do corpo de oficiais terá desaparecido". Outros citaram as palavras de Seeckt como ainda mais sucintas: "Reichswehr não atira no Reichswehr!":26
Noske, deprimido o suficiente pela deslealdade dos militares para falar sobre suicídio a um assessor, apresentou-se ao gabinete às 16h da tarde.:222 Numa reunião confusa no Reichskanzlei, o gabinete indefeso tomou duas decisões: fugir da cidade e convocar uma greve geral. Estes não foram unânimes, o vice-chanceler Eugen Schiffer e alguns dos outros ministros não-SPD recusaram-se a deixar a cidade, para preservar a oportunidade de negociar com os golpistas. Apenas Ebert e os ministros do SPD assinaram o apelo à greve geral. Às 6h15 da manhã eles tiveram que interromper a reunião e fugir. Dez minutos após sua partida, a Brigada de Fuzileiros Navais chegou ao Brandenburger Tor, onde foi recebida por Lüttwitz, Ludendorff, Kapp e seus seguidores. Pouco depois, os homens de Kapp entraram no Reichskanzlei.:222 Apoiados por um batalhão regular do Reichswehr, eles ocuparam o bairro governamental.:26
Kapp declarou-se Chanceler (Reichskanzler) e formou um governo provisório.:26 Lüttwitz serviu como comandante das forças armadas e Ministro da Defesa. Vários conservadores conhecidos e ex-secretários de Estado foram convidados a assumir cargos governamentais, mas recusaram. O vigarista internacional Ignaz Trebitsch-Lincoln tornou-se o censor da imprensa de Kapp.

### Derramamento de sangue em Harburgo
Desde 1º de janeiro, a Tropa de Ferro Freikorps de Rudolf Berthold retornava à Alemanha após lutar na Lituânia. O destino final deles era Zossen, onde se desarmariam. Em 13 de março, eles chegaram ao Stade. Lá, eles descobriram que a insurreição estava em andamento. Impedido de embarcar em um trem por ferroviários em greve, Berthold fez com que seus homens ocupassem a estação ferroviária, a prefeitura, o telégrafo e os correios. Ele então dormiu com suas tropas durante a noite na escola secundária feminina local. No dia seguinte, a Tropa de Ferro requisitou um trem, que seguiu por trilhos inseguros até Harburg, Hamburgo. Antes da chegada da Tropa de Ferro, as autoridades municipais socialistas independentes prenderam discretamente o comandante do batalhão local do Reichswehr, deixando os soldados sem liderança. Após a chegada do trem, os oficiais encaminharam os Freikorps para a escola secundária local para abrigo. 
Na manhã seguinte, 15 de março de 1920, uma milícia de cidadãos começou a se unir em torno da escola. Por volta do meio-dia, um metralhador do Freikorps disparou uma rajada sobre a multidão reunida para dispersá-la. Seguiu-se um tiroteio, com 13 vítimas civis. Três soldados da Tropa de Ferro também foram mortos e outros oito capturados e executados. Sem a polícia nem as tropas do Reichswehr para conter a milícia que se reunia e com pouca munição entre suas tropas, Berthold percebeu que precisava negociar uma rendição. Ele concordou em deixar seus homens desarmados saírem da escola às seis da tarde, sob garantia de que a milícia não os machucaria. Durante esta rendição, uma multidão enfurecida de espectadores cercou a Tropa de Ferro e Berthold foi assassinado. A Tropa de Ferro desarmada foi levada para uma base militar próxima. 

### Reações

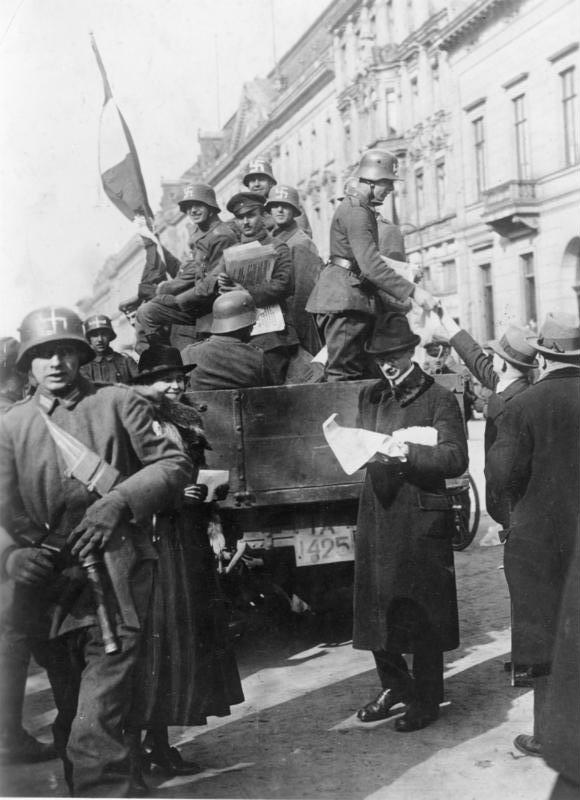
Membros da Marinebrigade Ehrhardt, com suásticas nos capacetes, distribuindo panfletos no dia 13 de março

Não houve resistência militar ao Putsch; as tropas regulares em Berlim, Sicherheitspolizei, a marinha, os comandos do exército da Prússia Oriental, Pomerânia, Brandemburgo e Silésia, aceitaram formalmente o novo ministro da defesa e Reichskanzler.:224  O almirante Adolf von Trotha, comandante da marinha, manifestou-se em apoio ao golpe assim que soube dele. Na Baviera, o governo estadual social-democrata renunciou após se recusar a instalar um regime de emergência conforme exigido pelo general do Reichswehr Arnold von Möhl, Georg Escherich e Gustav Ritter von Kahr. O Parlamento da Baviera elegeu então Kahr, um político de direita associado ao Partido Popular da Baviera, como Ministro Presidente da Baviera. No resto do Reich, os comandantes dos Wehrkreise (distritos militares) não se declararam a favor ou contra Kapp, mas não foram neutros e a maioria simpatizou mais ou menos abertamente com os golpistas.:224 Os escalões superiores da burocracia ainda eram dominados por aqueles que tinham ascendido às suas posições sob o Império e a maioria simpatizava com o golpe, embora permanecesse exteriormente neutra e aguardasse a sua hora. Nas províncias orientais, a burocracia ficou atrás de Kapp e Lüttwitz.:224–225

#### Greve Geral contra o Golpe
O governo mudou-se para Dresden, onde esperavam obter o apoio do Generalmajor Maercker, mas Berlim ordenou que ele os levasse sob "custódia protetora" e eles seguiram para Stuttgart.:225–226 A proclamação do gabinete de 13 March, apelando aos trabalhadores alemães para derrotarem o Putsch através de uma greve geral, teve enorme sucesso e recebeu apoio maciço da classe trabalhadora. Os sindicatos maioritários, simpáticos ao governo dominado pelos sociais-democratas, aderiram à convocatória de greve no mesmo dia, tal como o Partido Social Democrata Independente (USPD) e o Partido Democrata; o Partido Comunista da Alemanha (KPD) seguiu um dia depois.
Em Berlim, a greve começou em 14 de Março e no dia seguinte já se espalhava por todo o Reich. Foi o ataque mais poderoso da história da Alemanha, envolvendo até 12 milhões de trabalhadores. O país ficou paralisado. Em Berlim, o fornecimento de gás, água e energia parou.:226 
Adolf Hitler, que mantinha contato com os membros da Nationale Vereinigung e estava ansioso para ajudar no golpe, foi levado de avião para Berlim vindo de Munique pelo Exército. O piloto era Robert von Greim, a quem Hitler mais tarde nomeou como o último comandante da Luftwaffe. Foi recebido por trabalhadores em greve num campo de aviação nos arredores de Berlim, onde aterrou por engano e teve de se disfarçar. Eventualmente, Hitler conseguiu continuar seu voo junto com Dietrich Eckart para Berlim, onde eles foram imediatamente ao Reichskanzlei para se encontrarem com Wolfgang Kapp. Hitler e Eckart foram abordados por Ignaz Trebitsch-Lincoln, que lhes disse que Kapp havia fugido e o golpe fracassou.

### Colapso

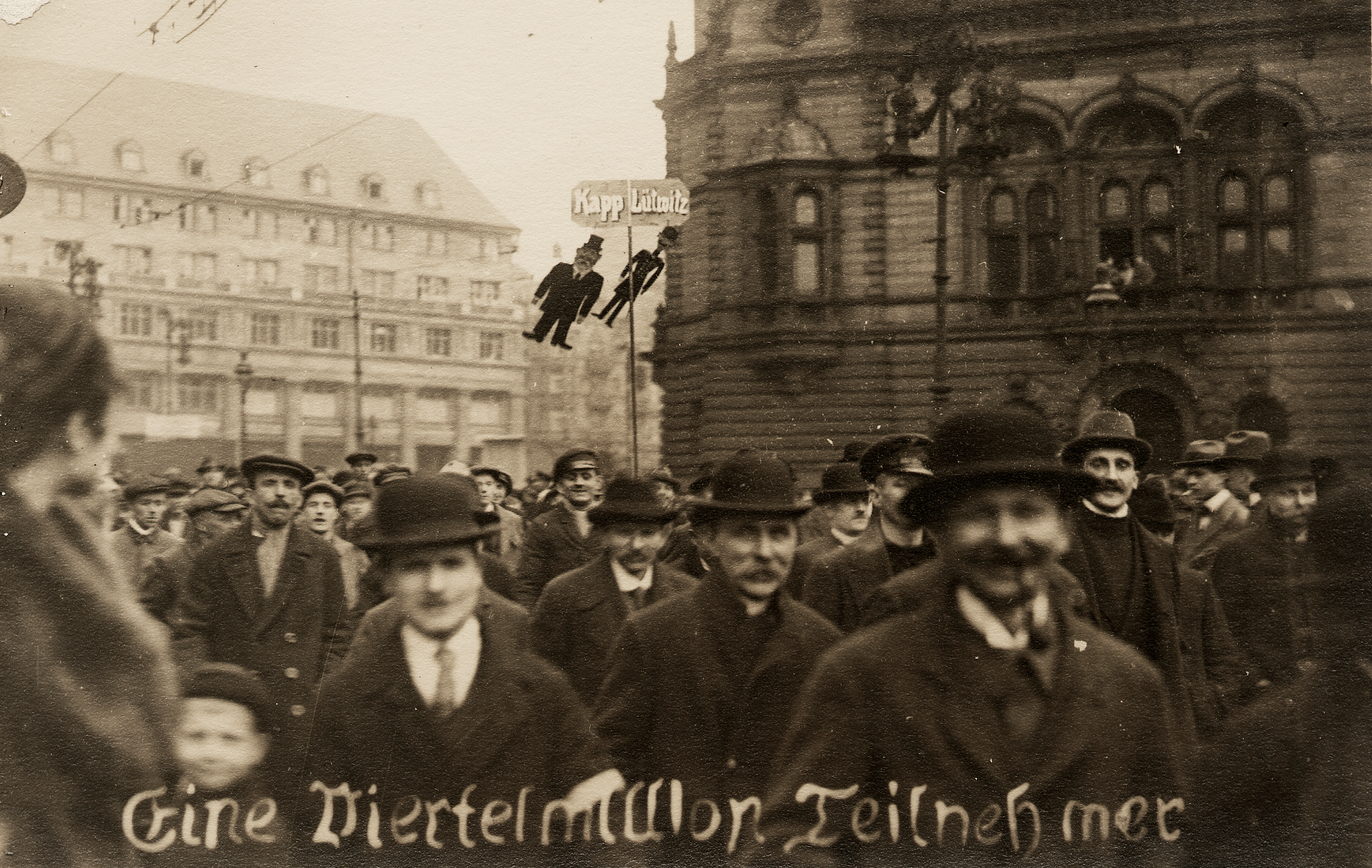
Manifestação em Berlim contra o golpe. A legenda diz: "Um quarto de milhão de participantes"

Com o país paralisado, Kapp e Lüttwitz não conseguiram governar; em Berlim, a comunicação entre unidades militares era feita apenas por correio. As bases da burocracia estavam em greve e não havia jornais. As proclamações pedindo aos trabalhadores que regressassem aos seus empregos, as promessas de novas eleições e até a ameaça de pena capital para os grevistas permaneceram sem resultados e o Putsch ruiu em 17 March, quatro dias depois de ter começado.:226 Kapp colocou o vice-chanceler Schiffer e os membros do governo estadual prussiano sob custódia protetora em 13 de março, mas eles foram libertados no dia seguinte e em 15 de março as negociações começaram. Também participaram representantes da direita democrática, Oskar Hergt e Gustav Stresemann. Os quatro grandes partidos de centro-direita (Partido Democrata, Zentrum, Partido Popular Alemão e Partido Popular Nacional Alemão) concordaram que a principal ameaça era agora o "bolchevismo" e que tinham de "reconquistar" o corpo de oficiais. Foi considerado indesejável que Kapp e Lüttwitz fossem derrubados, eles deveriam ser vistos renunciando voluntariamente.:229–230
Os quatro partidos, apoiados por alguns social-democratas que permaneceram em Berlim, ofereceram novas eleições, uma remodelação ministerial e uma amnistia para todos os participantes no Putsch, caso Kapp e Lüttwitz renunciassem. Os golpistas ofereceram apenas a renúncia de Kapp, e Lüttwitz tentou aguentar mais um dia como chefe de uma ditadura militar, mas os seus comandantes o abandonaram. Eles sugeriram a Schiffer, na ausência de Ebert encarregado dos assuntos do governo, que nomeasse Seeckt como chefe do Reichswehr, o que Schiffer fez em nome de Ebert. Quando Lüttwitz apresentou a sua demissão em 18 de março, Schiffer aceitou – novamente em nome de Ebert – ao mesmo tempo que lhe concedeu todos os direitos de pensão. Schiffer também sugeriu que Pabst e Lüttwitz deveriam deixar o país, até que a Assembleia Nacional decidisse sobre a questão da anistia e até lhes oferecesse passaportes e dinheiro falsos.:229–230
Em 18 de março, Seeckt elogiou a disciplina da Marinebrigade Ehrhardt e no dia seguinte forneceu a Ehrhardt uma promessa por escrito de que não seria preso enquanto estivesse no comando da brigada e a brigada deixasse Berlim. Quando foram interpelados por uma multidão hostil de transeuntes, abriram fogo com metralhadoras, deixando doze civis mortos e trinta gravemente feridos.:231 Kapp permaneceu no país e só fugiu para a Suécia em abril. Lüttwitz foi primeiro para a Saxônia e só depois partiu para a Hungria.:26 Ambos os homens usaram passaportes fornecidos por apoiadores da polícia.:231 Ehrhardt escondeu-se na Baviera.:26

## Consequências

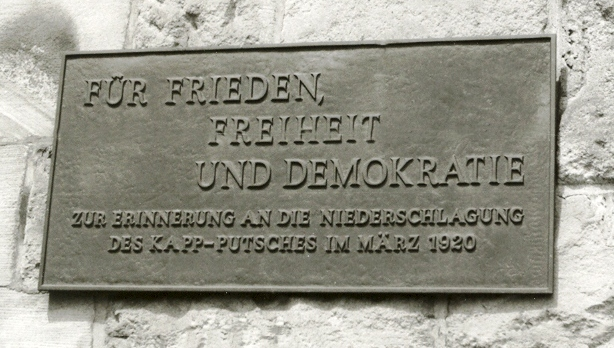
Memorial pela supressão do golpe de Kapp-Putsch, estação ferroviária de Wetter. A placa diz: "Pela paz, liberdade e democracia — em memória da supressão do Kapp-Putsch em março de 1920"

### Política de Weimar
Em 2009, Layton escreveu: "À primeira vista, o colapso do Kapp-Putsch poderia ser visto como um grande sucesso para a República de Weimar. Nos seis dias de crise, manteve o apoio do povo de Berlim e resistiu efetivamente a um grande ameaça da extrema direita."  Entre as queixas que Kapp e seus seguidores tinham contra o governo estavam que a assembleia nacional, que havia sido eleita para servir temporariamente, estava começando a atuar como um Reichstag permanente e que parecia que esta assembleia poderia revisar a constituição no que diz respeito ao eleição do Presidente da República, o que tornaria o Reichstag, e não o eleitorado, responsável pelas eleições presidenciais. Como consequência da promessa feita aos golpistas, a Assembleia Nacional foi dissolvida em Abril e a data das eleições gerais para o primeiro Reichstag republicano foi antecipada para 6 de Junho, para que o povo alemão pudesse expressar os seus sentimentos relativamente aos termos do Tratado de Versalhes. Todas as tentativas de alterar o método de eleição para a presidência da República foram abandonadas. Nas eleições para o Reichstag de 6 de Junho, o número de votos expressos no SPD e no Partido Democrata caiu mais de metade, em comparação com as eleições de Janeiro de 1919, enquanto o Partido Popular Nacional Alemão (DNVP) de extrema-direita (cujos eleitores acabaram por mudou para os nazistas) e a extrema esquerda do USPD ganhou substancialmente. A Coligação de Weimar perdeu a maioria no parlamento e nunca a recuperaria. O SPD tinha feito um pacto com o Exército, que resultou na morte a tiro de trabalhadores comunistas, pelo que a esquerda ficou permanentemente fracturada. Ebert disse ao Exército que este era livre para resolver os seus próprios assuntos, formando assim um estado dentro de um estado implacavelmente oposto a Weimar que acabou por ser central para o golpe de direita contra o governo estatal prussiano (dois terços do território alemão). em 1932. Essencialmente, o colapso de Weimar não pode ser compreendido sem a compreensão do Kapp Putsch e das suas consequências.

### Revolta do Ruhr
O efeito do Putsch de Kapp-Lüttwitz em toda a Alemanha foi mais duradouro do que em Berlim. Em algumas partes do país, a greve transformou-se numa revolta armada. A violência partiu de comandantes militares locais que apoiaram o novo governo e prenderam piquetes, aos quais os trabalhadores resistiram. Na Turíngia e na Saxônia, os militares derrotaram os trabalhadores após lutas sangrentas. No Ruhr, os trabalhadores venceram e não pararam após o colapso do Putsch em Berlim. No que ficou conhecido como Revolta do Ruhr, um Exército Vermelho do Ruhr partiu para a ofensiva. Em 17 March tomou Dortmund, em 18 de março Hamm e Bochum e em 19 de março Essen, fazendo com que o Wehrkreiskommando local em Münster ordenasse uma retirada. Em 22 de Março, o Ruhr estava sob o controlo dos trabalhadores revolucionários.:228–229
O governo legítimo regressou a Berlim em 20 de Março e pediu o fim da greve geral. Para conseguir isso, ofereceu algumas concessões aos sindicatos, algumas delas feitas de má-fé.:232 Os sindicatos (ADGB, Afa-Bund e DBB) exigiram a criação de um novo governo composto pelo SPD e USPD, liderado por Carl Legien mas apenas um novo governo baseado na Coligação de Weimar encontrou maioria na Assembleia Nacional e Hermann Müller (SPD) substituiu Bauer como chanceler.:26 O governo tentou então negociar com os trabalhadores que se recusaram a depor as armas, depois de os sindicatos terem cancelado a greve em 22 de Março. Quando as negociações falharam, a revolta no Ruhr foi reprimida pelo Reichswehr e Freikorps no início de abril de 1920. Centenas de pessoas foram mortas, muitas em execuções sumárias, algumas cometidas por unidades que estiveram envolvidas no Putsch, incluindo a Marinebrigade Ehrhardt. Tal como em 1918-1919, os da esquerda tinham motivos para acusar o SPD e o governo Ebert de se aliarem aos inimigos dos trabalhadores e da república.:229,233

### Autores do Putsch
O Putsch deixou um grupo de conspiradores militares como Pabst e Ehrhardt, que encontraram refúgio na Baviera sob o governo de direita de Gustav von Kahr (ele próprio um produto indireto do Putsch de Kapp-Lüttwitz) e lá tentaram organizar conspirações contra o republicano. constituição e governo da Alemanha. A crise nas relações da Baviera com o Reich (agosto-setembro de 1921), que culminou com a renúncia de Kahr, foi mais uma fase do mesmo problema.
Após o Putsch, Noske nomeou Kapp, Pabst e Ehrhardt como responsáveis, apesar do apoio de altos escalões do exército. A maioria dos participantes recebeu anistia e em 2 de agosto de 1920, o Reichstag aprovou uma lei que justificava os crimes cometidos durante o Putsch e a subsequente Revolta do Ruhr, exceto aqueles devidos à "crueldade" ou "interesse próprio".:27 Dos 705 casos movidos contra civis, apenas o processo contra von Jagow terminou com um veredicto de culpado.:54 Os membros do Freikorps e do Reichswehr estavam sujeitos à lei militar e de 775 cortes marciais, 486 casos foram encerrados. 48 policiais foram destituídos de seus cargos, seis renunciaram e os demais foram sujeitos a ações disciplinares leves. A Marinebrigade Ehrhardt foi dissolvida em maio de 1920, mas a maioria de seus membros foi autorizada a ingressar no Reichswehr, onde tiveram carreiras de sucesso. Os tribunais foram muito mais duros com os membros do Exército Vermelho do Ruhr, muitos dos quais foram condenados a longas penas de prisão.:27
Kapp foi preso na Suécia em 16 de abril, mas não foi deportado para a Alemanha. Ele retornou voluntariamente à Alemanha em abril de 1922 e morreu no mesmo ano na prisão enquanto aguardava julgamento. Lüttwitz retornou à Alemanha como parte de uma anistia em 1924. Gustav Noske foi forçado a demitir-se pelos sindicatos em 22 de março, como condição para acabar com a greve geral e porque alguns membros do SPD pensavam que ele não tinha sido suficientemente duro para enfrentar os golpistas; Otto Gessler sucedeu Noske como Ministro da Defesa. O general Reinhardt também renunciou em protesto contra a demissão de Noske. O General Seeckt tornou-se seu sucessor como Chef der Heeresleitung.:54
O ex-grão-vizir otomano Mehmed Talat, o principal perpetrador do genocídio armênio, estava escondido em Berlim após a guerra e apareceu na conferência de imprensa para criticar os golpistas pelo diletantismo.

### Monumento aos Mortos de Março

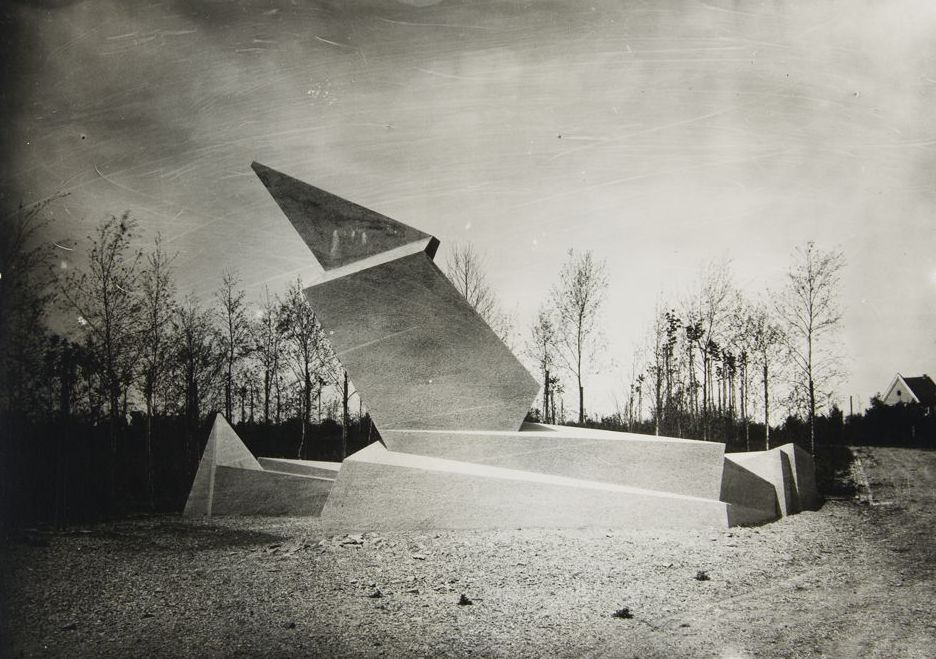
Monumento aos Mortos de Março, de Walter Gropius

Entre 1920 e 1922, um monumento em homenagem aos trabalhadores mortos na sequência do Kapp-Putsch foi erguido no cemitério central de Weimar. O memorial foi encomendado pelo Weimar Gewerkschaftskartell (Cartel da União), que realizou um concurso para selecionar um projeto. Foi construído de acordo com planos apresentados pelo escritório de arquitetura Walter Gropius. Embora Gropius tivesse dito que a Bauhaus deveria permanecer politicamente neutra, ele concordou em participar do concurso de artistas de Weimar no final de 1920.
O monumento foi organizado em torno de um espaço interno, onde os visitantes podiam ficar de pé. O memorial repetidamente fraturado e altamente angular erguia-se em três lados, como se tivesse sido lançado ou batido na terra.
O monumento foi destruído pelos nazistas em fevereiro de 1936. Eles se opuseram politicamente e consideraram-no um exemplo de "arte degenerada", como Hitler caracterizou as obras modernas.